# Michele Nodari
Michele Nodari (* 26. Juli 1985 in Gavardo) ist ein ehemaliger italienischer Radrennfahrer.
Michele Nodari gewann 2008 als Mitglied der italienischen U23-Nationalmannschaft das Eintagesrennen Circuito del Porto-Trofeo Arvedi. 

## Erfolge
2008
- Circuito del Porto

## Teams
- 2011 UnitedHealthcare Pro Cycling (Stagiaire)
- 2012 Loborika Favorit Team